# 사화초등학교
사화초등학교는 대한민국 경상남도 창원시 의창구 팔용동에 있는 공립 초등학교이다.

## 학교 연혁
- 1946년 5월 9일 창원국민학교 사화분교장 개교(사화동 509-1)
- 1949년 2월 28일 사화국민학교로 승격
- 1981년 3월 1일 병설유치원 개원
- 1994년 9월 1일 현 위치로 이전 개교
- 1996년 3월 1일 사화초등학교로 개칭
- 2006년 5월 11일 사화체육관 개관
- 2016년 2월 17일 제65회 졸업장 수여식 200명 졸업(총 10,210명 )
- 2016년 3월 1일 제29대 김영삼 교장 부임

## 참고 자료
- 사화초등학교 - 한국교육학술정보원 학교알리미